# 안토니우 다 시우바
안토니우 다 시우바(Antônio da Silva, 1978년 6월 13일, 히우 지 자네이루 ~)는 브라질의 전 축구 선수이다.

## 경력
다 시우바는 1997년, 아인트라흐트 프랑크푸르트에서 프로 축구에 첫 발을 내딛었으나, 단 한번의 리그 경기도 출전하지 못하였다. 1999년, 그는 레기오날리가 쥐트에 속한 베헨으로 이적하였다. 4년 후, 그는 마인츠 05에 합류하여 90번의 리그 경기에 출전하다 2006년에 슈투트가르트로 둥지를 옮겼다. 그는 슈투트가르트 소속으로 2006-07 시즌의 우승 주역이었다. 그는 이후 카를스루에로 이적하였으나, 1시즌만에 스위스 클럽 바젤로 임대되었다. 2010-11 시즌, 그는 도르트문트의 1년짜리 계약서에 서명하면서 분데스리가에 복귀하였다. 2011년 4월 21일, 그는 보루시아와의 계약을 1년 더 연장하였다. 2011-12 시즌 종료 후, 그는 클럽을 떠났다.

## 수상
슈투트가르트
- 분데스리가: 2006-07

바젤
- 스위스 슈퍼리그: 2009-10
- 스위스컵: 2009-10

도르트문트
- 분데스리가: 2010-11, 2011-12
- DFB-포칼: 2011-12